# لورانس داريل
لورانس جورج داريل (بالإنجليزية: Lawrence George Durrell)‏ (27 فبراير 1912 - 7 نوفمبر 1990)، هو روائي وشاعر وكاتب لأدب الرحلات بريطاني. ولد في الهند واشتهر برباعيته عن الإسكندرية (جوستين _بلتازار_ ماونت أويف _ كليا) ووضعته هذه الرباعية في مصاف عمداء الأدب الإنجليزي الحديث من أمثال هنري ميلر وجيمس جويس.

## حياته
ولد لورانس داريل في 28 فبراير 1912 في جلندهار في الهند. أرسل في سن الحادية عشر ليواصل تعليمه في بريطانيا ولكنه لم يتكيف مع الجو هناك بصورة جيدة وعمومًا لم يكن ناجحاً في التعليم الرسمي وأخفق في اختبارات القبول بجامعة كمبريدج.وبعد فشله في الالتحاق بالجامعة؛ سكن في لندن، وعمل لفترة عازفاً على بيانو في ملهي ليلي قبل أن يغير رجال الشرطة على الملهي مما اضطره إلى العمل كسمسار أملاك حيث كان يجمع الإجارات إلى أن عضته كلاب عضات بشعة، وتنقل بعدها في عدة أعمال قبل أن يعمل بسلك الشرطة في جاميكا.
في 22 يناير 1935 تزوج داريل من نانسي إيزبل مايرز، وهي الزيجة الأولى من أربع زيجات له. انتقل داريل مع عائلته لليونان في مارس من نفس العام.

## محطة صداقته مع هنري ميلر
كانت محطة صداقته للأديب الامريكى هنري ميلر من أهم محطات حيات. وقد بدأت هذه العلاقة عندما كتب درايل إلى ميللر نقدأ لروايته الشهيرة «مدار السرطان» والتي أثارت جدلاً واسعاً في المشهد الأدبي آنذاك. واعتبر ميللر أن ذلك النقد هو أذكي نقد قرأه عن روايته، ومن حينها ارتبط الكاتبان معًا بعلاقة وطيدة رغم أن ميللر يكبر داريل بكثير.

## وصلات خارجية
- لورانس داريل على موقع IMDb (الإنجليزية)
- لورانس داريل على موقع الموسوعة البريطانية (الإنجليزية)
- لورانس داريل على موقع مونزينجر (الألمانية)
- لورانس داريل على موقع ميوزك برينز (الإنجليزية)
- لورانس داريل على موقع إن إن دي بي (الإنجليزية)
- لورانس داريل على موقع ديسكوغز (الإنجليزية)
- لورانس داريل على موقع قاعدة بيانات الفيلم (الإنجليزية)
- لورانس داريل  على قاعدة بيانات الخيال التأملي على الإنترنت